# 大阪市交通局1201形電車

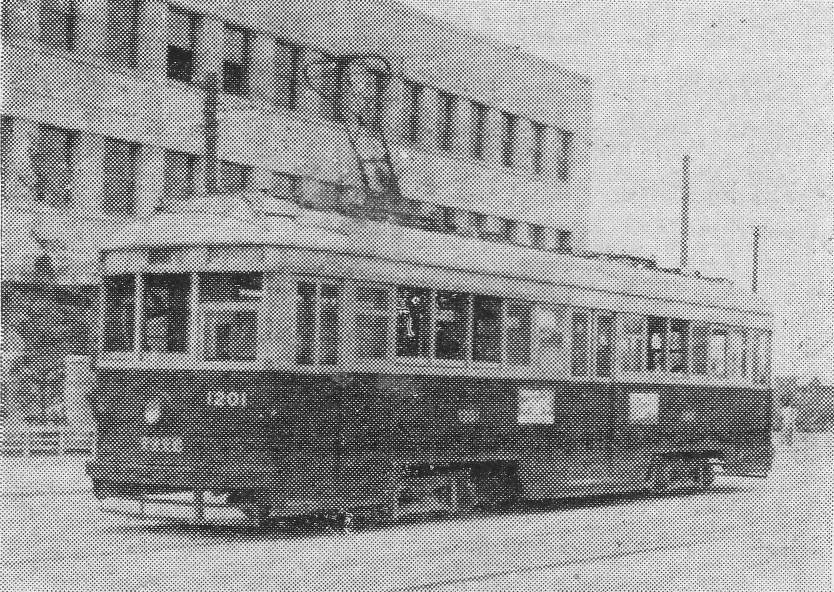
1201

大阪市交通局1201形電車（おおさかしこうつうきょく1201がたでんしゃ）は、かつて大阪市交通局が保有していた路面電車車両で、当初は阪堺電鉄の101形として1926年と1929年に製造された車両である。

## 阪堺電鉄時代
1201形の前身となる阪堺電鉄101形は、同社の開業用として1926年8月に大阪鉄工所で製造された2両と、1929年6月に増備された4両があり、いずれも低床式の3扉大型ボギー車であった。
最初の2両は、神戸市電500形のI・J車に似た車体を持ち、窓配置は1D5D5D1の一段下降窓で、中央乗降扉の戸袋窓は楕円形の飾り窓となっており、前面窓は3枚窓で、正面右側窓上に行先方向幕が装備されていた。一方、増備車の4両は、車体は1601形に似たD6D6Dの一段下降窓で、性能は先の2両と同一であった。
台車はブリル77E-1台車を採用し、モーターは定格30kWの物を2基搭載、定員は85名であった。
1929年製の4両は、1943年に4両の新車が増備された際に、113～116に改番された。

## 買収後
阪堺電鉄が1944年3月末に大阪市交通局に買収された後、101～102及び113～116は同年9月2日付で1201形の1201～1206に改番されたが、1945年6月の大阪空襲により1201・1204・1206の3両が被災し、戦後の1949年に廃車された。一方残った3両は、1205が1201に改番されて1201～1203に整理された。
その後は、集電装置がビューゲル化された程度で後部扉の締切工事も行われることなく、1959年9月30日付で2601形の2696～2698に更新改造され、形式消滅した。